# Israel vs Israel
Israel vs Israel är en svensk dokumentärfilm från 2010 som handlar om israeliska fredsaktivister. Filmen regissör är frilansjournalisten och dokumentärfilmaren Terje Carlsson. 
Filmen följer den före detta soldaten Yehuda Shaul från organisationen Shovrim Shtika (ungefär Bryt tystnaden), Ronny Perlmann från Machsom Watch, Arik Ascherman från Rabbiner för mänskliga rättigheter och Jonathan Pollack från Anarchists against the wall. 
Filmen visades på SVT i september 2010  och har vunnit flera priser hos bland andra tv-bolagen al-Jazira och turkiska TRT.
Flera svenska tidningar har skrivit positiva recensioner kring filmen. 
Israel vs Israel har bland annat visats på:
- TRT Turkey International Documentary Film Festival [8] , maj 2011.
- Tromsø International Film Festival [9], februari 2011.
- SVT [2], september 2010.
- Doc Lounge Göteborg [6], september 2010.